# فرنسيسكو دي مورا
فرنسيسكو دي مورا (بالإسبانية: Francisco de Mora)‏ هو مهندس معماري إسباني، ولد في 1553 في قونكة في إسبانيا، وتوفي في 1610 في مدريد في إسبانيا.